# إيطالو دي لورينزو
إيطالو دي لورينزو (بالإيطالية: Italo De Lorenzo)‏ هو متزلج وشخصية أعمال إيطالي، ولد في 19 أبريل 1939 في بيفي دي كادور في إيطاليا.